# Henricus Tromp
Henricus Tromp (ur. 19 marca 1878 w Tanjung Pura, zm. 17 kwietnia 1962 w Etterbeek) – holenderski wioślarz.
Henricus Tromp był uczestnikiem Letnich Igrzysk Olimpijskich 1900 w Paryżu, podczas których wraz ze swoją osadą zajął 3. miejsce w konkurencji ósemek ze sternikiem.